# Spidey Super Stories
Spidey Super Stories foi um programa e um seriado infantojuvenil parte da série The Electric Company, da Children's Television Workshop, foi exibido entre 1974 a 1977. A série consistia no super-herói Homem-Aranha enfrentando problemas do dia a dia, o propósito do programa era ensinar crianças a lerem e escreverem, o Homem-Aranha falava a partir de balões de texto, uma forma de ensinar crianças a lerem.
Esta foi a primeira aparição do Homem-Aranha em uma mídia em live-action, também sendo a primeira série de televisão live-action do Homem-Aranha, com Danny Seagren interpretando o personagem. Em 1977, uma série de televisão foi produzida, estrelada por Nicholas Hammond interpretando Peter Parker / Homem-Aranha.